# Hrabstwo Chatham (Karolina Północna)
Hrabstwo Chatham (ang. Chatham County) – hrabstwo w stanie Karolina Północna w Stanach Zjednoczonych.

## Geografia
Według spisu z 2000 roku obszar całkowity hrabstwa obejmuje powierzchnię 709 mil2 (1836,3 km²), z czego 683 mile2 (1768,96 km²) stanowią lądy, a 26 mil2 (67,34 km²) stanowią wody. Według szacunków United States Census Bureau w roku 2012 miało 65 976 mieszkańców. Jego siedzibą administracyjną jest Pittsboro.

### Miasta
- Goldston
- Pittsboro
- Siler City

### CDP
- Bennett
- Fearrington Village
- Gulf
- Moncure